# Amiota albomaculata
Amiota albomaculata este o specie de muște din genul Amiota, familia Drosophilidae. A fost descrisă pentru prima dată de Oswald Duda în anul 1926. Conform Catalogue of Life specia Amiota albomaculata nu are subspecii cunoscute.